# Heineken Cup 2013-2014
Heineken Cup 2013-14 (in inglese 2013-14 Heineken Cup; in francese H Cup 2013-14 fu la 19ª edizione della massima competizione europea per club di rugby a 15.
Si tenne dal 10 novembre 2013 al 24 maggio 2014 tra 24 squadre provenienti da Francia, Inghilterra, Galles, Irlanda, Italia e Scozia nel consolidato formato di sei gironi da quattro squadre ciascuno con passaggio ai quarti della vincitrice di ogni girone più le due migliori seconde.
Fu l'ultima edizione a essere organizzata da European Rugby Cup: a seguito di un accordo economico tra le federazioni del Sei Nazioni e le tre leghe professionistiche in esso operanti (Pro12, Premiership e Ligue Nationale de Rugby) ERC fu sciolta e al suo posto fu costituita una nuova società di diritto svizzero, European Professional Club Rugby, che ereditò le competizioni europee e le ristrutturò su base completamente meritocratica.
A livello pratico ciò significò che l'edizione in corso fu l'ultima in cui le squadre scozzesi, irlandesi e italiane furono in grado di acquisire la qualificazione alla competizione a prescidere dalla posizione in classifica in Pro12.
Per il secondo anno di seguito la competizione fu vinta dal Tolone il cui capitano, l'inglese Jonny Wilkinson, con la vittoriosa finale (e il titolo di miglior realizzatore del torneo con 100 punti) si congedò dalle competizioni europee per poi ritirarsi definitivamente pochi giorni più tardi dopo la conquista del campionato francese.
Il valore delle marcature, come stabilito dall’IRFB nel 1992, era: 5 punti per ciascuna meta (7 se trasformata), 3 punti per la realizzazione di ciascun calcio piazzato, idem per il drop.

## Formula
Le squadre furono ripartite in sei gironi da quattro squadre ciascuno.
Ai quarti di finale accedettero la prima classificata di ciascuno dei sei gironi più le due seconde migliori classificate per punteggio e differenza punti marcati.
Il punteggio ai fini della classifica fu quello a bonus dell'Emisfero Sud, che per ogni partita prevede:
- 4 punti per la vittoria
- 2 punti ciascuno per il pareggio
- 0 punti per la sconfitta
- 1 punto aggiuntivo per la o le squadre che realizzino almeno 4 mete
- 1 eventuale punto per la squadra sconfitta con sette o meno punti di scarto.

Le squadre prime classificate, in ordine decrescente di punteggio in classifica e, a parità di esso, di differenza punti marcati/subiti, occuparono i posti del seeding da 1 a 6; le seconde classificate, ordinate secondo lo stesso criterio, i posti 7 e 8.
I quarti di finale videro le squadre con il ranking da 1 a 4 affrontare in gara unica sul proprio campo quelle con seeding rispettivamente da 8 a 5 secondo il seguente ordine:
1. seeding 1 – seeding 8
2. seeding 2 – seeding 7
3. seeding 3 – seeding 6
4. seeding 4 – seeding 5

Le due semifinali furono determinate per sorteggio in gara unica, in sede da stabilire a cura di ERC.
La finale si tenne in gara unica al Millennium Stadium di Cardiff.

## Squadre partecipanti
| Girone A                  | Girone B                  | Girone C                 |
| ------------------------- | ------------------------- | ------------------------ |
| Castres (Francia)         | Cardiff Blues (Galles)    | Connacht (Irlanda)       |
| Leinster (Irlanda)        | Exeter (Inghilterra)      | Saracens (Inghilterra)   |
| Northampton (Inghilterra) | Glasgow Warriors (Scozia) | Tolosa (Francia)         |
| Ospreys (Galles)          | Tolone (Francia)          | Zebre (Italia)           |
| Girone D                  | Girone E                  | Girone F                 |
| Clermont (Francia)        | Benetton (Italia)         | Edimburgo (Scozia)       |
| Harlequins (Inghilterra)  | Leinster (Irlanda)        | Gloucester (Inghilterra) |
| Racing Métro 92 (Francia) | Montpellier (Francia)     | Munster (Irlanda)        |
| Scarlets (Galles)         | Ulster (Irlanda)          | Perpignano (Francia)     |

## Fase a gironi

### Girone A
|            | Incontri               |       |
| ---------- | ---------------------- | ----- |
| 12-10-2013 | Castres - Northampton  | 19-13 |
| 12-10-2013 | Ospreys - Leinster     | 9-19  |
| 19-10-2013 | Leinster - Castres     | 19-7  |
| 20-10-2013 | Northampton - Ospreys  | 27-16 |
| 6-12-2013  | Castres - Ospreys      | 15-9  |
| 7-12-2013  | Northampton - Leinster | 7-40  |
| 13-12-2013 | Ospreys - Castres      | 21-12 |
| 14-12-2013 | Leinster - Northampton | 9-18  |
| 12-1-2014  | Castres - Leinster     | 22-29 |
| 12-1-2014  | Ospreys - Northampton  | 17-29 |
| 17-1-2014  | Leinster - Ospreys     | 36-3  |
| 17-1-2014  | Northampton - Castres  | 13-3  |

#### Classifica
| Pos | Squadra     | G | V | N | P | PF  | PS  | P±  | BP | PT |
| --- | ----------- | - | - | - | - | --- | --- | --- | -- | -- |
| A1  | Leinster    | 6 | 5 | 0 | 1 | 152 | 66  | 86  | 2  | 22 |
| A2  | Northampton | 6 | 4 | 0 | 2 | 107 | 104 | 3   | 1  | 17 |
| A3  | Castres     | 6 | 2 | 0 | 4 | 78  | 104 | −26 | 1  | 9  |
| A4  | Ospreys     | 6 | 1 | 0 | 5 | 75  | 138 | −63 | 1  | 5  |

### Girone B
|            | Incontri          |       |
| ---------- | ----------------- | ----- |
| 13-10-2013 | Tolone - Glasgow  | 51-28 |
| 19-10-2013 | Cardiff - Tolone  | 19-15 |
| 20-10-2013 | Glasgow - Exeter  | 20-16 |
| 6-12-2013  | Cardiff - Glasgow | 29-20 |
| 7-12-2013  | Exeter - Tolone   | 9-14  |
| 13-12-2013 | Glasgow - Cardiff | 7-9   |
| 14-12-2013 | Tolone - Exeter   | 32-20 |
| 11-1-2014  | Exeter - Glasgow  | 10-15 |
| 11-1-2014  | Tolone - Cardiff  | 43-20 |
| 18-1-2014  | Cardiff - Exeter  | 13-19 |
| 18-1-2014  | Glasgow - Tolone  | 8-15  |

#### Classifica
| Pos | Squadra          | G | V | N | P | PF  | PS  | P±  | BP | PT |
| --- | ---------------- | - | - | - | - | --- | --- | --- | -- | -- |
| B1  | Tolone           | 6 | 5 | 0 | 1 | 170 | 104 | 66  | 4  | 24 |
| B2  | Cardiff Blues    | 6 | 3 | 0 | 3 | 119 | 148 | −29 | 2  | 14 |
| B3  | Exeter           | 6 | 2 | 0 | 4 | 118 | 123 | −5  | 4  | 12 |
| B4  | Glasgow Warriors | 6 | 2 | 0 | 4 | 98  | 130 | −32 | 3  | 11 |

### Girone C
|            | Incontri            |       |
| ---------- | ------------------- | ----- |
| 11-10-2013 | Connacht - Saracens | 17-23 |
| 11-10-2013 | Tolosa - Zebre      | 38-5  |
| 18-10-2013 | Saracens - Tolosa   | 16-17 |
| 19-10-2013 | Zebre - Connacht    | 6-33  |
| 7-12-2013  | Zebre - Saracens    | 10-39 |
| 8-12-2013  | Tolosa - Connacht   | 14-16 |
| 14-12-2013 | Saracens - Zebre    | 64-3  |
| 14-12-2013 | Connacht - Tolosa   | 9-37  |
| 11-1-2014  | Connacht - Zebre    | 20-3  |
| 12-1-2014  | Tolosa - Saracens   | 21-11 |
| 18-1-2014  | Saracens - Connacht | 64-6  |
| 18-1-2014  | Zebre - Tolosa      | 6-16  |

#### Classifica
| Pos | Squadra  | G | V | N | P | PF  | PS  | P±   | BP | PT |
| --- | -------- | - | - | - | - | --- | --- | ---- | -- | -- |
| C1  | Tolosa   | 6 | 5 | 0 | 1 | 143 | 63  | 80   | 3  | 23 |
| C2  | Saracens | 6 | 4 | 0 | 2 | 217 | 74  | 143  | 4  | 20 |
| C3  | Connacht | 6 | 3 | 0 | 3 | 101 | 147 | −46  | 1  | 13 |
| C4  | Zebre    | 6 | 0 | 0 | 6 | 33  | 210 | −177 | 0  | 0  |

### Girone D
|            | Incontri                  |       |
| ---------- | ------------------------- | ----- |
| 12-10-2013 | Harlequins - Scarlets     | 26-33 |
| 13-10-2013 | Racing Métro - Clermont   | 13-9  |
| 19-10-2013 | Scarlets - Racing Métro   | 26-26 |
| 20-10-2013 | Clermont - Harlequins     | 23-16 |
| 7-12-2013  | Clermont - Scarlets       | 32-11 |
| 7-12-2013  | Racing Métro - Harlequins | 8-32  |
| 14-12-2013 | Scarlets - Clermont       | 13-31 |
| 15-12-2013 | Harlequins - Racing Métro | 17-3  |
| 11-1-2014  | Harlequins - Clermont     | 13-16 |
| 10-1-2014  | Racing Métro - Scarlets   | 13-19 |
| 19-1-2014  | Clermont - Racing Métro   | 28-3  |
| 19-1-2014  | Scarlets - Harlequins     | 20-22 |

#### Classifica
| Pos | Squadra         | G | V | N | P | PF  | PS  | P±  | BP | PT |
| --- | --------------- | - | - | - | - | --- | --- | --- | -- | -- |
| D1  | Clermont        | 6 | 5 | 0 | 1 | 139 | 69  | 70  | 4  | 24 |
| D2  | Harlequins      | 6 | 3 | 0 | 3 | 126 | 103 | 23  | 4  | 16 |
| D3  | Scarlets        | 6 | 2 | 1 | 3 | 122 | 150 | −28 | 1  | 11 |
| D4  | Racing Métro 92 | 6 | 1 | 1 | 4 | 66  | 131 | −65 | 1  | 7  |

### Girone E
|            | Incontri                |       |
| ---------- | ----------------------- | ----- |
| 11-10-2013 | Ulster - Leicester      | 22-16 |
| 12-10-2013 | Benetton - Montpellier  | 10-27 |
| 18-10-2013 | Leicester - Benetton    | 34-3  |
| 19-10-2013 | Montpellier - Ulster    | 8-25  |
| 7-12-2013  | Ulster - Benetton       | 48-0  |
| 8-12-2013  | Leicester - Montpellier | 41-32 |
| 14-12-2013 | Benetton - Ulster       | 3-35  |
| 15-12-2013 | Montpellier - Leicester | 14-15 |
| 11-1-2014  | Benetton - Leicester    | 19-34 |
| 10-1-2014  | Ulster - Montpellier    | 27-16 |
| 18-1-2014  | Leicester - Ulster      | 19-22 |
| 18-1-2014  | Montpellier - Benetton  | 24-6  |

#### Classifica
| Pos | Squadra     | G | V | N | P | PF  | PS  | P±   | BP | PT |
| --- | ----------- | - | - | - | - | --- | --- | ---- | -- | -- |
| E1  | Ulster      | 6 | 6 | 0 | 0 | 179 | 62  | 117  | 2  | 26 |
| E2  | Leicester   | 6 | 4 | 0 | 2 | 159 | 112 | 47   | 5  | 21 |
| E3  | Montpellier | 6 | 2 | 0 | 4 | 121 | 124 | −3   | 3  | 11 |
| E4  | Benetton    | 6 | 0 | 0 | 6 | 41  | 202 | −161 | 0  | 0  |

### Girone F
|            | Incontri                |       |
| ---------- | ----------------------- | ----- |
| 12-10-2013 | Edimburgo - Munster     | 29-23 |
| 12-10-2013 | Gloucester - Perpignano | 27-22 |
| 19-10-2013 | Munster - Gloucester    | 26-10 |
| 20-10-2013 | Perpignano - Edimburgo  | 31-14 |
| 8-12-2013  | Munster - Perpignano    | 36-8  |
| 8-12-2013  | Edimburgo - Gloucester  | 12-23 |
| 14-12-2013 | Perpignano - Munster    | 17-18 |
| 15-12-2013 | Gloucester - Edimburgo  | 10-16 |
| 11-1-2014  | Edimburgo - Perpignano  | 27-16 |
| 11-1-2014  | Gloucester - Munster    | 7-20  |
| 19-1-2014  | Munster - Edimburgo     | 38-6  |
| 19-1-2014  | Perpignano - Gloucester | 18-36 |

#### Classifica
| Pos | Squadra    | G | V | N | P | PF  | PS  | P±  | BP | PT |
| --- | ---------- | - | - | - | - | --- | --- | --- | -- | -- |
| F1  | Munster    | 6 | 5 | 0 | 1 | 161 | 77  | 84  | 3  | 23 |
| F2  | Gloucester | 6 | 3 | 0 | 3 | 113 | 114 | −1  | 2  | 14 |
| F3  | Edimburgo  | 6 | 3 | 0 | 3 | 104 | 141 | −37 | 0  | 12 |
| F4  | Perpignano | 6 | 1 | 0 | 5 | 112 | 158 | −46 | 3  | 7  |

## Seedingdopo la fase a gironi
| Pos | Squadra       | G | V | N | P | PF  | PS  | DP   | BMP | Pt |
| --- | ------------- | - | - | - | - | --- | --- | ---- | --- | -- |
| 1   | Ulster        | 6 | 6 | 0 | 0 | 179 | 62  | +117 | 2   | 26 |
| 2   | Clermont      | 6 | 5 | 0 | 1 | 139 | 69  | +70  | 4   | 24 |
| 3   | Tolone        | 6 | 5 | 0 | 1 | 170 | 104 | +66  | 4   | 24 |
| 4   | Munster       | 6 | 5 | 0 | 1 | 161 | 77  | +84  | 3   | 23 |
| 5   | Tolosa        | 6 | 5 | 0 | 1 | 143 | 63  | +80  | 3   | 23 |
| 6   | Leinster      | 6 | 5 | 0 | 1 | 152 | 66  | +86  | 2   | 22 |
| 7   | Leicester     | 6 | 4 | 0 | 2 | 159 | 112 | +47  | 5   | 21 |
| 8   | Saracens      | 6 | 4 | 0 | 2 | 217 | 74  | +143 | 4   | 20 |
| 9   | Northampton   | 6 | 4 | 0 | 2 | 107 | 104 | +3   | 1   | 17 |
| 10  | Harlequins    | 6 | 3 | 0 | 3 | 126 | 103 | +23  | 4   | 16 |
| 11  | Gloucester    | 6 | 3 | 0 | 3 | 113 | 114 | −1   | 2   | 14 |
| 12  | Cardiff Blues | 6 | 3 | 0 | 3 | 119 | 148 | −29  | 2   | 14 |

## Play-off
|  | Quarti di finale | Quarti di finale | Quarti di finale |          |          | Semifinali | Semifinali | Semifinali |  |  | Finale | Finale | Finale |  |
|  |                  |                  |                  |          |          |            |            |            |  |  |        |        |        |  |
|  | 1                | Ulster           | 15               |          |          |            |            |            |  |  |        |        |        |  |
|  | 1                | Ulster           | 15               |          |          |            |            |            |  |  |        |        |        |  |
|  | 8                | Saracens         | 17               |          |          |            |            |            |  |  |        |        |        |  |
|  | 8                | Saracens         | 17               |          | Saracens | Saracens   | 46         |            |  |  |        |        |        |  |
|  |                  |                  |                  |          | Saracens | Saracens   | 46         |            |  |  |        |        |        |  |
|  |                  |                  | Clermont         | Clermont | 6        |            |            |            |  |  |        |        |        |  |
|  | 2                | Clermont         | Clermont         | Clermont | 6        | 22         |            |            |  |  |        |        |        |  |
|  | 2                | Clermont         |                  |          |          |            |            |            |  |  |        |        |        |  |
|  | 7                | Leicester        | 16               |          |          |            |            |            |  |  |        |        |        |  |
|  | 7                | Leicester        | 16               |          | Saracens | Saracens   | 6          |            |  |  |        |        |        |  |
|  |                  |                  |                  |          |          |            |            |            |  |  |        |        |        |  |
|  |                  |                  | Tolone           | Tolone   | 23       |            |            |            |  |  |        |        |        |  |
|  | 3                | Tolone           | Tolone           | Tolone   | 23       | 29         |            |            |  |  |        |        |        |  |
|  | 3                | Tolone           |                  |          |          |            |            |            |  |  |        |        |        |  |
|  | 6                | Leinster         | 14               |          |          |            |            |            |  |  |        |        |        |  |
|  | 6                | Leinster         | 14               |          | Tolone   | Tolone     | 24         |            |  |  |        |        |        |  |
|  |                  |                  |                  |          | Tolone   | Tolone     | 24         |            |  |  |        |        |        |  |
|  |                  |                  | Munster          | Munster  | 16       |            |            |            |  |  |        |        |        |  |
|  | 4                | Munster          | Munster          | Munster  | 16       | 47         |            |            |  |  |        |        |        |  |
|  | 4                | Munster          |                  |          |          |            |            |            |  |  |        |        |        |  |
|  | 5                | Tolosa           | 23               |          |          |            |            |            |  |  |        |        |        |  |

### Quarti di finale
| Arbitro: | Nigel Owens |

|                                                                      |      |                        |
| Earls 4’ Kilcoyne 41’ Stander 45’ Laulala 63’ Zebo 74’ O'Connell 79’ | mt   | 53’ H. Gear 71’ Tekori |
| Keatley 4’, 41’, 45’, 79’                                            | tr   | 53’, 71’ Beauxis       |
| Keatley 15’, 22’, 61’                                                | c.p. | 7’, 29’, 33’ McAlister |

| Arbitro: | Alain Rolland |

|                                 |      |                           |
| Fofana 21’                      | mt   | 36’ Crane                 |
| Parra 21’                       | tr   | 36’ O. Williams           |
| Parra 14’, 26’, 34’, 40+1’, 65’ | c.p. | 43’, 51’, 60’ O. Williams |

| Arbitro: | Jérôme Garcès |

|                                              |      |                              |
|                                              | mt   | 22’, 67’ Ashton 48’ M. Botha |
|                                              | tr   | 67’ O. Farrell               |
| R. Pienaar 15’, 29’, 39’ P. Jackson 69’, 72’ | c.p. |                              |

| Arbitro: | Wayne Barnes |

|                                                   |      |                        |
| Chiocci 45’ Mitchell 61’                          | mt   | 69’ J. Murphy          |
| Giteau 45’, 61’                                   | tr   |                        |
| Wilkinson 3’, 16’ Giteau 42’, 78’ D. Armitage 66’ | c.p. | 19’, 28’, 54’ Gopperth |

### Semifinali
| Arbitro: | Nigel Owens |

|                                                                      |      |                |
| C. Ashton 7’, 64’ tecnica 12’ O. Farrell 31’ Wyles 72’ Streather 78’ | mt   |                |
| An. Goode 7’, 12’, 31’, 72’, 78’                                     | tr   |                |
| An. Goode 37’ Bosch 53’                                              | c.p. | 11’, 28’ Parra |

| Arbitro: | Wayne Barnes |

|                                                       |      |                      |
|                                                       | mt   | 52’ Zebo             |
|                                                       | tr   | 52’ Keatley          |
| Wilkinson 5’, 18’, 26’, 35’, 64’, 79’ D. Armitage 39’ | c.p. | 7’, 29’, 33’ Keatley |
| Wilkinson 30’                                         | drop |                      |

### Finale
| Arbitro: | Alain Rolland |

|                    |      |                         |
|                    | mt   | 29’ Giteau 59’ J. Smith |
|                    | tr   | 29’, 59’ Wilkinson      |
| O. Farrell 3’, 45’ | c.p. | 53’, 63’ Wilkinson      |
|                    | drop | 37’ Wilkinson           |